# آلیسکیرن
آلیسکیرن (Aliskiren) که با نام‌های تکتورنا (Tekturna) و راسیلز (Rasilez) در بازار موجود است، نخستین دارو از گروه موسوم به داروهای «مهارکننده مستقیم رنین» است که کشف شد. در حال حاضر برای کاربرد در فشارخون بالای اولیه تأیید شده‌است. عموماً به دلیل نگرانی از بروز بالاتر عوارض جانبی و وجود شواهد کمتر در رابطه با اثربخشی دارو، استفاده از سایر داروهای شناخته شده تر توصیه می‌شود.

## کاربرد بالینی
هرچند این دارو برای درمان فشارخون بالا تأیید شده‌است، اما به دلیل نگرانی از بروز بالاتر عوارض جانبی و وجود شواهد کمتر در رابطه با اثربخشی دارو، استفاده از سایر داروهای شناخته شده تر توصیه می‌شود. طبق اظهارنظر مجله پرسکریر (Prescrire), این دارو جزءداروهایی است که باید از کاربرد آن‌ها پرهیز کرد.

## عوارض جانبی
- آنژیوادم
- هیپرکالمی
- افت فشارخون
- اسهال و دیگر علائم دستگاه گوارش
- سردرد
- سبکی سر
- سرفه
- راش‌های جلدی
- نقرس، افزایش اسید اوریک و سنگ کلیه

## موارد منع کاربرد
- بارداری
  - شیردهی
- بررسی‌ها نشان داده‌اند که آلیسکیرن احتمال عوارض نامطلوب قلبی-عروقی را بویژه در بیماران دچار دیابت و بیماری‌های قلبی یا کلیوی افزایش می‌دهند.

## مکانیسم عمل
این دارو به جایگاهS3bp رنین متصل می‌شود و به این شکل آن را مهار می‌کند.